# The Final Experiment
The Final Experiment — дебютный альбом в жанре прогрессивный металл/прогрессивный рок, выпущенный в 1995 году группой Ayreon.

## Об альбоме
The Final Experiment — рок-опера, сюжет которой объединяет научную фантастику с философской притчей. В недалеком будущем человечество оказывается на грани уничтожения из-за собственного злоупотребления войной и загрязнением окружающей среды. В поисках спасения люди пытаются исправить прошлое, предупредить предков о возможных последствиях. Они пытаются достучаться до единственного человека, который может слышать голоса из будущего — слепого барда VI века по имени Эйреон.
Альбом был переиздан в 2004 году.

## История создания
В начале девяностых годов голландский музыкант Арьен Антони Лукассен прекратил сотрудничество с датской рок-группой Vengeance и начал свою сольную карьеру. Его первый альбом, выпущенный под названием «Anthony», провалился, и в конце концов Арьен решил рискнуть и попытаться воплотить в жизнь свою давнюю мечту — записать рок-оперу со множеством приглашённых вокалистов. Люкассен намеревался собрать воедино все свои любимые музыкальные стили и задумки с тем чтобы создать такой проект, которым он будет гордиться всю жизнь, даже если люди возненавидят его работу.
Концепция альбома была разработана Лукассеном по аналогии с альбомом Tommy группы The Who, и история должна была крутиться вокруг одного главного персонажа. Поскольку музыка содержала элементы фолк-рока и электронной музыки, он решил, что действие должно происходить одновременно в прошлом и будущем. Ввиду большого количества средневековых мелодий, была выбрана эпоха Короля Артура, и Арьен даже съездил в Англию с тем, чтобы лично изучить места, в которых должно было разворачиваться действие. Идея же 2084 года, как времени окончательной гибели человечества, была отчасти позаимствована у английского писателя Джорджа Оруэлла. Лукассен взял за точку отсчёта его роман-антиутопию «1984» и прибавил к этой дате ещё сто лет.
Никто, даже многие друзья Арьена не верили в успех альбома. Компании звукозаписи отказывались спонсировать прогрессив-оперу, мотивируя это тем, что такой проект не найдёт покупателя, но в итоге Лукассену удалось договориться с датской и японской компаниями. На запись диска у Арьена ушло полтора года. В студии ему ассистировали четыре музыканта, включая жену Арьена, и двенадцать вокалистов. Бюджет альбома был огромен. Лукассену пришлось продать свой дом и занять денег у отца, но конечный результат окупил все затраты. Диск был выпущен летом 1995 года. В Голландии многие журналы признали «The Final Experiment» альбомом месяца, а некоторые — даже альбомом года. В мире успех альбома был гораздо скромнее прежде всего из-за того, что Арьен наотрез отказался выступать вживую. Во-первых, невозможно было собрать всех исполнителей в одном месте в одно время, а, во-вторых, сам Арьен говорил, что он сыграл достаточно концертов с Vengeance, и ему больше нравится сидеть дома и сочинять новые песни.

## Сюжет
Пролог
Звучит голос Мерлина, обращенный к слушателю. Действие происходит в 2084 году, человечество почти уничтожено, и его выживание зависит от Финального Эксперимента (The Final Experiment). Ученые XXI века разработали компьютерную программу «Временная телепатия» (Time Telepathy), с помощью которой отправляют в прошлое видения об упадке человечества. Эти видения были получены слепым менестрелем Эйреоном (англ. Ayreon), живущим в Британии в VI веке. Перед ним предстала сложная задача — петь людям об этих видениях, предупреждая мир о приближающейся опасности, чтобы изменить будущее, сделав его долгим и процветающим.
Акт I
Получатель телепатического сообщения — Эйреон, прожил всю жизнь в темноте со дня своего рождения. И неожиданно он стал получать видения. И в его снах слова превращались в песни (песня The Awareness). Менестрель сначала не понимал всех тех сообщений, приходящих к нему из будущего (песня Eyes of Time). Жители деревни, в которой жил Эйреон, видят в поведении Эйреона проявления зла, предсказанного много веков до этого. Опасаясь, что Эйреон приведет за собой силы разрушения и гнев богов, крестьяне выгоняют Эйреона из деревни (песня The Banishment / The Accusation). Слепой измученный менестрель, брошенный в лесу, даже не понимает, жив ли он («Если я умер — это должно быть ад, но если я жив — я не могу сломать это ужасное проклятие»), но какая-то внутренняя сила позволяет ему встать на ноги и двигаться дальше.
Акт II
Добрая судьба привела Эйреона к замку Короля Артура — Камелоту. Чтобы развлечь публику, Эйреон поёт о Рыцарях Круглого Стола и их плавании на Авалон в поисках Святого Грааля (песня Sail Away to Avalon). После этого на некоторое время видения его покидают его, он отдыхает и наслаждается природой, слушая пение птиц, шелест травы, журчание водопада и чувствуя солнечное тепло, сожалея о том, что он не может этого видеть из-за своей слепоты (песня Nature’s Dance).
Акт III
Видения снова возвращаются Эйреону и он в своих песнях передает Королю предупреждения о неблагоприятном будущем — доминировании компьютеров в жизни человека и потере человеком чувств (песня Computer Reign), ужасных войнах, в которых миллионы людей могут погибнуть от желания одного человека (песня Waracle), и об экологических катастрофах, вызванных деятельностью человека (песня Listen to the Waves).
Каким-то образом Эйреон чувствует, что навлёк на себя беду, и призывает своих мучителей из будущего оставить его в покое хоть на мгновение (песня Magic Ride).
Акт IV
Мерлин, главный колдун при короле, считает, что Эйреон — шарлатан, опасный незнакомец, говорящий ложь (песня Merlin’s Will) и приговаривает его к заклятию. Эйреон осознает, что был не единственным адресатом сообщения из будущего, но получил его благодаря развитому шестому чувству из-за слепоты. Также он понимает, что не способен ни завершить успешно свою миссию по предупреждению человечества, ни остановить видения, приносящие мучения его разуму, и единственный способ прекратить эти мучения — поддаться заклятию (песня The Charm of the Seer). Также он прощает Мерлина, говоря, что Мерлин не понимает, что творит. Мерлин, уверенный, что необходимо заставить Эйреона замолчать навсегда, проклинает его. Проведя руку над его головой во время нанесения заклятия, он вдруг осознал, что Эйреон говорил истину, а сам Мерлин совершил ошибку, которую исправить уже нельзя. Не желая получить дурную славу палача человечества, Мерлин клянется, что история, спетая Эйреоном, будет рассказана в конце XX-го века. Альбом завершается словами Мерлина, обращенными к слушателю: «Результат Финального Эксперимента теперь в твоих руках» (песня Ayreon’s Fate).

## Список композиций
Prologue
1. «Prologue» (3:16)
  1. The Time Telepathy Experiment
  2. Overture
  3. Ayreon’s Quest

Act I: The Dawning
1. «The Awareness» (6:36)
  1. The Premonition
  2. Dreamtime (Words Become a Song)
  3. The Awakening
2. «Eyes of Time» (5:05)
  1. Eyes of Time
  2. Brainwaves
3. «The Banishment» (11:08)
  1. A New Dawn
  2. The Gathering
  3. The Accusation
  4. The Banishment
  5. Oblivion

Act II: King Arthur’s Court
1. «Ye Courtyard Minstrel Boy» (2:45)
2. «Sail Away to Avalon» (4:02)
3. «Nature’s Dance» (2:27)

Act III: Visual Echoes
1. «Computer-Reign (Game Over)» (3:24)
2. «Waracle» (6:44)
3. «Listen to the Waves» (4:58)
4. «Magic Ride» (3:35)

Act IV: Merlin’s Will and Ayreon’s Fate
1. «Merlin’s Will» (3:20)
2. «The Charm of the Seer» (4:11)
3. «Swan Song» (2:44)
4. «Ayreon’s Fate» (6:55)
  1. Ayreon’s Fate
  2. Merlin’s Prophecy
  3. Epilogue

## Участники записи

### Исполнители
- Арьен Лукассен — Эйреон на «Nature’s Dance», Listen To The Waves, «Magic Ride» и «Ayreon’s Fate»
- Барри Хэй (Golden Earring) — Эйреон на «Sail Away To Avalon»
- Эдвард Рекерс (Kayak) — Мерлин на "Prologue, " и «Ayreon’s Fate»; Эйреон на «The Awareness»
- Иэн Пэрри (Elegy) — Благородный лорд на «Ye Courtyard Minstrel Boy», Эйреон на «Computer Reign», Мерлин на «Ayreon’s Fate»
- Ян-Крис Куйер (Gorefest) — Эйреон на «The Banishment»
- Джей ван Феггелен — Эйреон на «Waracle» Мерлин на «Ayreon’s Fate»
- Ленни Вольф (Kingdom Come) — Эйреон на «Eyes Of Time»
- Леон Гуви (Vengeance) — Мерлин на «Merlin’s Will» и «Ayreon’s Fate;» Мерлин на «Ayreon’s Fate»
- Роберт Сутербук (Cotton Soeterboek Band) — Поселяне на «The Banishment», Мерлин на «Ayreon’s Fate»
- Рюд Хаувелинг (Cloudmachine) — Эйреон на «The Charm Of The Seer», бэк-вокал
- Дебби Шройдер — Мерлин, Женщина и поселяне на «Ayreon’s Fate», бэк-вокал
- Мирьям ван Дорн — Мерлин, Женщина и поселяне на «Ayreon’s Fate», бэк-вокал
- Люси Хиллен — Эйреон на «The Charm Of The Seer», бэк-вокал

### Музыканты
- Арьен Лукассен — гитара, клавишные, бас на 2, 9, 10, 12, 13, бэк-вокал на 3, 4, 6, 7, 10, 11, 12, 13
- Клем Детермейер — орган Хэммонда, меллотрон, минимуг, вокодер, клавесин, пианино, клавишные
- Эрнст ван Э — ударные
- Йоланда Вердюйн — бас на 4, 6, 15
- Питер Винк — бас на 3, 4, 8
- Ян Бийлсма — бас на 11
- Барри Хэй — флейта на 6
- Rene Merkelbach — бэк-вокал на 3, 4, 6, 7, 11, 12
- Jolanda Verduijn — бэк-вокал на 13
- Lucie Hillen — бэк-вокал на 13
- Ruud Houweling — бэк-вокал на 13

## Интересные факты
В полуакустической версии альбома песня The Charm Of The Seer имеет в дополнении скрытый трек.